# Puchar Świata w Zapasach 1978
Puchar rozegrano w dniach 1–2 kwietnia 1978 roku w Toledo (Stany Zjednoczone).

## Styl wolny

### Ostateczna kolejność drużynowa
| Poz. | Państwo           |
| ---- | ----------------- |
|      | ZSRR              |
|      | Stany Zjednoczone |
|      | Japonia           |
| 4.   | Kuba              |

### Klasyfikacja indywidualna
| Waga    |                      |                     |                  | 4                   |
| ------- | -------------------- | ------------------- | ---------------- | ------------------- |
| 48 kg   | Siergiej Korniłajew  | Richard Salamone    | Luis Rodríguez   | Toshimitsu Ishikawa |
| 52 kg   | James Haines         | Isamitsu Kariba     | Aleksandr Iwanow | Juan Rodríguez      |
| 57 kg   | Hideaki Tomiyama     | Gurgen Baghdasarian | Jack Reinwand    | Luis Ocaña          |
| 62 kg   | Sajpułła Absaidow    | Tim Cysewski        | Tsuneo Taga      | Dagoberto Arbolaez  |
| 68 kg   | Ichaku Gajdarbiekow  | Dave Schultz        | José Ramos       | Shinobu Nakamura    |
| 74 kg   | Musan Abdul Muslimov | Wade Schalles       | Daniel Pozo      | Katsuya Kawada      |
| 82 kg   | Mark Lieberman       | Oleg Alexeev        | Akira Ōta        | Hector Soriano      |
| 90 kg   | Anatoli Prokopchuk   | Laurent Soucie      | Akira Suzuki     | Pedro Nieves        |
| 100 kg  | Russell Hellickson   | Illa Mate           | Bárbaro Morgan   | Hiroshi Yamamoto    |
| +110 kg | Jimmy Jackson        | Sosłan Andijew      | Lázaro Morales   | Yasunori Ominato    |